# Фо (Горња Гарона)
Фо (фр. Fos) насеље је и општина у јужној Француској у региону Миди Пирене, у департману Горња Гарона која припада префектури Сен Годан.
По подацима из 2011. године у општини је живело 251 становника, а густина насељености је износила 13,81 становника/km². Општина се простире на површини од 18,17 km². Налази се на средњој надморској висини од 543 метара (максималној 2.024 m, а минималној 520 m).

## Демографија
| 1962. | 1968. | 1975. | 1982. | 1990. | 1999. | 2011. |
| ----- | ----- | ----- | ----- | ----- | ----- | ----- |
| 550   | 558   | 381   | 351   | 319   | 272   | 251   |

График промене броја становника у току последњих година